# Neath F.C.
Neath F.C. foi uma equipe galesa de futebol com sede em Neath. Disputava a primeira divisão do País de Gales (Campeonato Galês de Futebol).
Seus jogos foram mandados no The Gnoll, que possui capacidade para 6.000 espectadores.

## História
O Neath F.C. foi fundado em 2005.